# Hubert Pallhuber
Hubert Pallhuber (* 17. September 1965 in Bruneck) ist ein ehemaliger italienischer Mountainbiker.

## Werdegang
International trat Pallhuber 1996 in Erscheinung, als er sowohl bei den UCI-Mountainbike-Weltmeisterschaften als auch den UEC-Mountainbike-Europameisterschaften im Cross Country auf dem Podium stand. Er nahm am UCI-Mountainbike-Weltcup teil und beendete die Saisons 1996 und 1998 jeweils auf Platz 4 der Weltcup-Gesamtwertung. Im Jahr 1998 gewann er sein einziges Einzelrennen im Weltcup.
Im Jahr 1997 erzielte er den größten Erfolg seiner Karriere, als er bei den Mountainbike-Weltmeisterschaften in Château-d’Oex Weltmeister im Cross-Country wurde. Bei den Olympischen Sommerspielen 2000 belegte er den 31. Platz im Cross-Country.
Seine aktive Sportlerkarriere beendete Pallhuber nach den Mountainbike-Weltmeisterschaften 2002 in Kaprun. Seit 2006 ist er Trainer der italienischen Mountainbike-Nationalmannschaft. Daneben ist Pallhuber auch Technischer Direktor beim italienischen Radsportverband Federazione Ciclistica Italiana für den Bereich Mountainbike und leitet geführte Mountainbiketouren in seiner Heimatregion.

## Familie
Hubert Pallhuber ist verheiratet und hat drei Kinder. Er ist der Bruder der ehemaligen Biathleten Siegrid Pallhuber und Wilfried Pallhuber.

## Erfolge
1996
- Weltmeisterschaften – Cross Country XCO
- Europameisterschaften – Cross Country XCO

1997
- Weltmeister – Cross Country XCO

1998
- ein Weltcup-Rennen